# Larimus acclivis
Larimus acclivis es una especie de pez de la familia Sciaenidae en el orden de los Perciformes.

## Morfología
• Los machos pueden llegar alcanzar los 26 cm de longitud total.

## Alimentación
Come principalmente crustáceos  planctónicos.

## Hábitat
Es un pez de mar y de clima tropical.

## Distribución geográfica
Se encuentra en el Pacífico oriental: desde la Baja California (México) y el Golfo de California hasta el Perú.

## Uso comercial
Es común en los mercados locales.

## Observaciones
Es inofensivo para los humanos.